# Elerydd
William John Gruffydd, meglio conosciuto come W.J. Gruffydd o con lo pseudonimo bardico di Elerydd (Ffair-rhos, 24 settembre 1916 – Llanelli, 21 aprile 2011), è stato un presbitero e poeta gallese di lingua gallese.

## Biografia
Scelse il proprio nome d'arte in riferimento al fiume "Leri" o "Eleri", situato nei pressi del suo paese di "Tal-y-bont", in cui svolgeva l'attività di sacerdote nella "Chiesa metodista del Tabernacolo" nel periodo in cui vinse la "Corona" nell'Eisteddfod (festival) nazionale del Galles a Pwllheli nel 1955 per la poesia Ffenestri (Finestre). Rivinse lo stesso premio nel 1960 all'Eisteddfod di Cardiff, per una poesia sul testo intitolato Unigedd.
In quanto vincitore di almeno uno dei premi più importanti dell'Eisteddfod nazionale (nel suo caso due premi), ottenne il diritto di ricoprire la carica di "Arcidruido" (Presidente delle cerimonie) per quattro anni negli Eisteddfod nazionali. Esercitò questo incarico dal 1984 al 1987.
È ancora oggi ricordato dal grande pubblico gallese soprattutto per le poesie e la serie di racconti sulle vicissitudini degli amati personaggi di "Tomos" e "Marged".

## Opere

### Autobiografie
- Meddylu (1986)
- O Ffair Rhos i'r Maen Llog (2003)

### Poesia
- Ffenestri (1961)
- Cerddi'r Llygad (1973)

### Racconti
- Tomos a Marged

### Romanzi
- Hers a Cheffyl (1967)
- Cyffwrdd a'i Esgyrn (1969)
- Angel heb Adenydd (1971)

### Saggistica
- Folklore and Myth (1964)
- Tua Soar (1994-97), Cappella di "Soar y Mynydd" nel Ceredigion (1994-97)